# Justin Bieber
Justin Drew Bieber, född 1 mars 1994 i London, Ontario, är en kanadensisk sångare.
Bieber upptäcktes 2008 av Scooter Braun, som råkade stöta på Biebers videoklipp på Youtube och sedan blev hans manager. Braun ordnade ett möte mellan honom och Usher i Atlanta i Georgia och Bieber skrev snart under ett kontrakt med Raymond Braun Media Group (RBMG), ett samarbetsföretag mellan Braun och Usher, och sedan även ett skivkontrakt med Island Records. Hans debutsingel "One Time" släpptes 2009 och nådde 12:e plats på Canadian Hot 100-listan. Hans debutalbum "My World" släpptes den 17 november 2009 och blev platinacertifierad i USA. Han blev den förste artist som hade sju låtar från ett debutalbum på Billboard Hot 100-listan. 
Biebers första fullständiga studioalbum My World 2.0 släpptes den 23 mars 2010 och hade likartade framgångar. Den debuterade inom top 10 i flera länder och blev platinacertifierad i USA. Albumet företräddes av singeln "Baby", som hamnade inom top 10 på listor i hela världen i februari 2010. Musikvideon till låten "Baby" var 2012 det näst mest sedda videoklippet på Youtube och det mest ogillade videoklippet. Den hade titeln som mest ogillade tills 2018 då Youtube Rewind 2018 blev den mest ogillade. Sångaren följde upp lanseringen av sitt album med sin första världsturné "My World Tour", remixalbumen My World Acoustic och My World - The Remixes och en biografisk konsertfilm - Justin Bieber: Never Say Never, som nästan slog rekord som den mest inkomstbringande helgpremiären av en konsertfilm. 
Han har gett ut självbiografin Justin Bieber: Min historia (originaltitel: Justin Bieber: First Step 2 Forever: My Story) 2010 på förlaget Harper Collins. Robert Caplin står för fotografierna. I oktober 2011 gavs boken ut på svenska på bokförlaget Nona. Bieber har nominerats och tilldelats ett flertal priser, bland annat som årets artist på American Music Awards 2010.

## Biografi
Bieber föddes i London, Ontario och växte upp i Stratford, Ontario. Biebers mor, Patricia "Pattie" Lynn Mallette var 18 år gammal när hon blev gravid med sin son. Mallette, som hade en rad lågbetalda kontorsjobb, fostrade Bieber som ensamstående mamma i en låginkomstbostad. Pojken fortsatte att ha kontakt med sin far, Jeremy Jack Bieber, som gifte sig med en annan kvinna och fick två barn. Biebers gammelfarfar var en tysk immigrant till Kanada. Modern har franskkanadensiskt påbrå.
Som barn var Bieber intresserad av ishockey, fotboll och schack och behöll ofta sina musikaliska ambitioner för sig själv. Under uppväxten lärde han sig att spela piano, trummor, gitarr och trumpet. I början av 2007 framförde Bieber Ne-Yos låt "So Sick" i en lokal sångtävling i Stratford och slutade på andra plats. Malette lade upp ett videoklipp av framträdandet på Youtube så att familj och vänner kunde se det. Hon fortsatte att lägga upp klipp där Bieber sjöng covers av olika R&B-låtar och Biebers popularitet på hemsidan växte.

### Karriär
Scooter Braun, en före detta marknadsföringschef på So So Def  råkade stöta på ett av Biebers videoklipp från 2008 av en slump, när han letade efter klipp av en annan artist. Imponerad lokaliserade han teatern där Bieber uppträdde, hittade hans skola och kontaktade slutligen Malette. Malette, som är en troende kristen, var motvillig till en början, på grund av Brauns judiska tro; hon mindes att hon bad: ”Gud, jag gav honom till dig. Du kan skicka mig en kristen man, ett kristet bolag!... du vill väl inte att den här judiska killen ska vara Justins mentor, eller hur?”  Men efter att ha bett tillsammans med kyrkans äldstar och fått deras stöd lät hon Bieber, som då var tretton år gammal, flyga tillsammans med Braun till Atlanta, Georgia för att spela in demoband. En vecka senare sjöng Bieber för R&B-sångaren Usher och skrev kort därefter under ett kontrakt med Raymond Braun Media Group (RBMG), ett samarbetsföretag mellan Braun och Usher. Justin Timberlake har enligt uppgifter också varit intresserad av Biebers signatur, men förlorade budgivningskriget mot Usher. Efter en provspelning med producenten Antonio ”L.A” Reid skrev Bieber även på för Island Records, vilket ledde till ett samarbete mellan dem och RBMG. Bieber hade vid den här tidpunkten tillfälligt flyttat med sin mor till Atlanta, där även Usher och Braun bodde, för att göra inspelningar och få vägledning från Braun, som blev hans manager.

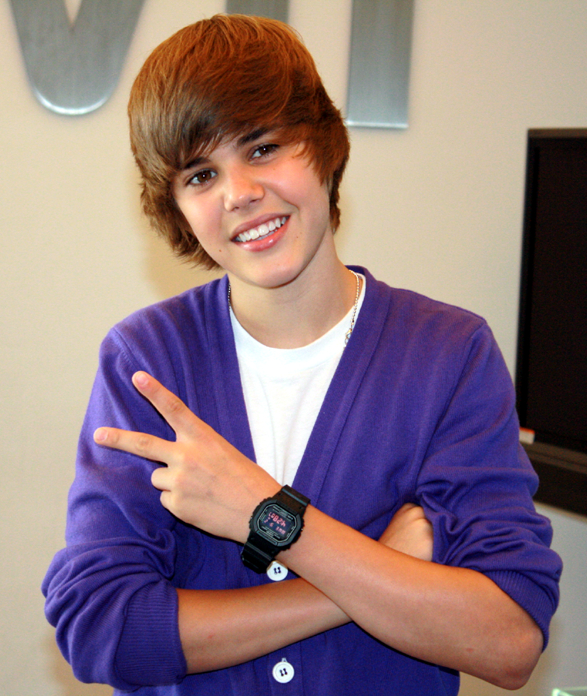
Bieber i Nintendo World Store, september 2009

Biebers första singel  ”One Time” började spelas på radio, då han fortfarande spelade in sitt debutalbum. Låten nådde 12:e plats på Canadian Hot 100-listan och 17:e plats på Billboard Hot 100 under sin första vecka ute, i juli 2009. Låten var även framgångsrik på den internationella marknaden. Den blev platinacertifierad i Kanada och guldcertifierad i Australien och Nya Zeeland. Biebers första skivsläpp, EP:n ”My World” släpptes den 17 november 2009. Den andra singeln från albumet, ”One Less Lonely Girl” och två promosinglar, ”Love Me” och ”Favorite Girl” släpptes exklusivt på iTunes och hamnade inom top 40 på Billboard Hot 100.”One Less Lonely Girl” började också spels på radio och nådde minst femtonde plats på listorna i både Kanada och USA, där den även blev guldcertifierad.
Bieber har uppträtt i flera TV-program såsom The Wendy Williams Show, Good Morning America och Ellen DeGeneres Show.
Den 20 december 2009 framförde han Stevie Wonders ”Someday at Christmas” för USA:s president Barack Obama och dennes hustru Michelle Obama i Vita huset.

### Privatliv
Bieber förlovade sig i juli 2018 med den amerikanska modellen och tv-personligheten Hailey Baldwin. Den 23 november 2018 bekräftade Bieber att de är gifta i ett instagraminlägg. I augusti fick Bieber och hans hustru barn.

## Diskografi
- 2010 – My World 2.0
- 2011 – Under the Mistletoe
- 2012 – Believe
- 2013 – Journals[35]
- 2015 – Purpose
- 2020 – Changes
- 2021 – Justice
- 2025 – Swag

## Filmografi
| År   | Titel                          | Roll         | Noteringar |
| ---- | ------------------------------ | ------------ | --- |
| 2009 | True Jackson, VP               | Sig själv    | Gästartist |
| 2009 | My Date With...                | Sig själv    | Gästartist |
| 2010 | Silent Library                 | Sig själv    | Gästartist |
| 2010 | School Gyrls                   | Sig själv    | Cameo |
| 2010 | Saturday Night Live            | Gästartist   | Ep 35.18 |
| 2010 | CSI: Crime Scene Investigation | Jason McCann | Shock Waves (säsong 11, episod 1 och episod 15) |
| 2010 | Hubworld                       | Gästartist   | Säsong 1, Episod 1 |
| 2010 | The X Factor (UK)              | Performer    | Serie 7, Vecka 8 |
| 2011 | Never Say Never                | Sig själv    | Filmen produceras av MTV Films och distributeras av Paramount Pictures. Filmen släpps i USA i februari 2011 och i mars och april 2011 i resten av världen. Filmens officiella trailer släpptes den 26 oktober 2010. |